# 国立武汉大学西迁
武汉大学西迁，又称武汉大学内迁，是指1938年至1946年间国立武汉大学迁入四川省乐山的一段历史。

## 背景
武汉大学的前身是创建于1893年的自强学堂，1928年定名为国立武汉大学，1937年，国立中央大学、国立北京大学、国立清华大学、国立浙江大学、国立武汉大学五所中国顶尖学府在全国进行统一招生考试，简称五大名校联考。
七八月间，各地试卷集中于南京中央大学校园评阅。时有日本飞机到南京轰炸，阅卷工作受到极大的骚扰。特别是参加阅卷工作的教授的人身安全受到威胁。负责组织这次评阅试卷的国立中央大学校长罗家伦、国立浙江大学校长竺可桢及国立武汉大学的曾昭安等人安排阅卷完的教授们尽快离开南京。8月19日19时前后，日机飞临南京上空，日机的轰炸目标有中央大学图书馆、大礼堂和科学楼，图书馆周围房屋的窗户玻璃全被震碎，礼堂的后墙被炸毁，科学楼没有击中而炸毁了化学实验室，猛烈的轰炸使国立中央大学女生宿舍倒塌。由此拉开了迁校序幕。国难当头，国立北京大学、国立清华大学与私立南开大学合并组建国立西南联合大学，最后迁至云南昆明，国立中央大学迁至重庆，国立浙江大学迁至贵州遵义，国立武汉大学迁至四川乐山。

## 西迁过程
1938年2月21日的国立武汉大学第322次校务会上成立了“迁校委员会”，推杨端六为委员长，选址四川省乐山。1938年4月，武汉被日寇三面包围，武大师生及所有图书仪器设备，从武汉出发，走水路经宜昌、巴东、万州、重庆，抵达乐山。

## 乐山时期

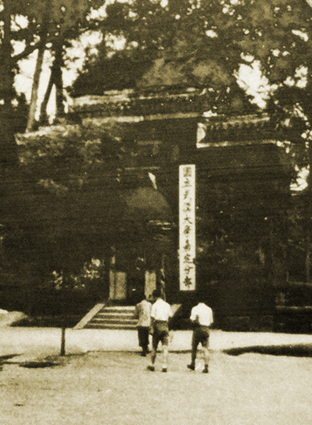
乐山文庙校本部

武大被迫西迁至四川乐山后，农学院并入中央大学。乐山时期，武大在极其艰苦的条件下，迎难而上，坚持教学与科研工作的正常开展，在最困难的环境里创造了历史上最辉煌的成就。此时武大集聚了高水平的教授110多人，数量位居全国第二，师资力量仅次于西南联大。1943年-1944年，世界著名科学史家、英国剑桥大学李约瑟博士先后两次访问武大，对于武大教授们执着、顽强的科研精神以及取得的巨大成就进行了高度的评价和赞赏。1943年2月，湖北省立工学院在恩施成立，仅设水利系，学生35人。次年6月，湖北省政府委员会决议将其改为武汉大学工学院分院。
1946年10月，国立武汉大学復员武昌珞珈山。四十年代美国有关部门曾对中国大学的办学水平进行过一次评估，武大在国内排名第二，仅次于大名鼎鼎的西南联合大学。

## 国立武汉大学西迁纪念碑
2013年初，武汉大学为纪念抗战中坚持办学的历史，弘扬“西迁精神”，决定建立一座纪念碑。《国立武汉大学西迁纪念碑》主体纪念碑为8米高4.5米宽厚为1.5米。

## 国立武汉大学乐山校友
- 谢鉴衡，泥沙专家，中国工程院土木、水利与建筑工程学部院士
- 俞大光，1944年毕业于电机工程系，中国工程院院士
- 黄彰任，1938年毕业于土木工程系，美籍华人实业家
- 端木正，1942年毕业于政治系，香港特别行政区基本法起草委员会委员，曾任中华人民共和国最高人民法院副院长
- 欧阳予，1948年毕业于电机系，核反应堆及核电工程学家，全国“五一劳动奖章”获得者，中国科学院院士
- 方成，1942年毕业于化学系，漫画艺术家，《人民日报》高级编辑
- 黄孝宗，1942年毕业于机械系，航天科学家，曾任美国NASA阿波罗登月器动力总工程师、美国航太推进系统公司总工程师，台湾汉翔
- 董辅礽，经济学家，中国社会科学院经济研究所名誉所长
- 张效祥，1943年毕业于电机系，计算机科学家，中国科学院院士，中国第一台大型计算机104机技术负责人和组织领导者
- 黄中立，1937年转入农艺系，森林经理学家，奠定了中国木材计量标准基础，开拓了中国林业遥感科研事业
- 严耕望，1937年入历史系，1941年毕业，师从钱穆，专治中国中古政治制度和历史地理，历任中央研究院历史语言研究所研究员、香港中文大学教授，1970年当选中央研究院院士